# Escola de Filosofia, Letras e Ciências Humanas da Universidade Federal de São Paulo
Escola de Filosofia, Letras e Ciências Humanas da Universidade Federal de São Paulo (EFLCH) é uma instituição de ensino superior público brasileira vinculada à Universidade Federal de São Paulo (UNIFESP), sendo uma escola de ensino e pesquisa nos campos de ciências humanas. Foi inaugurado em 2007, no distrito de Pimentas, no município de Guarulhos.

## Histórico

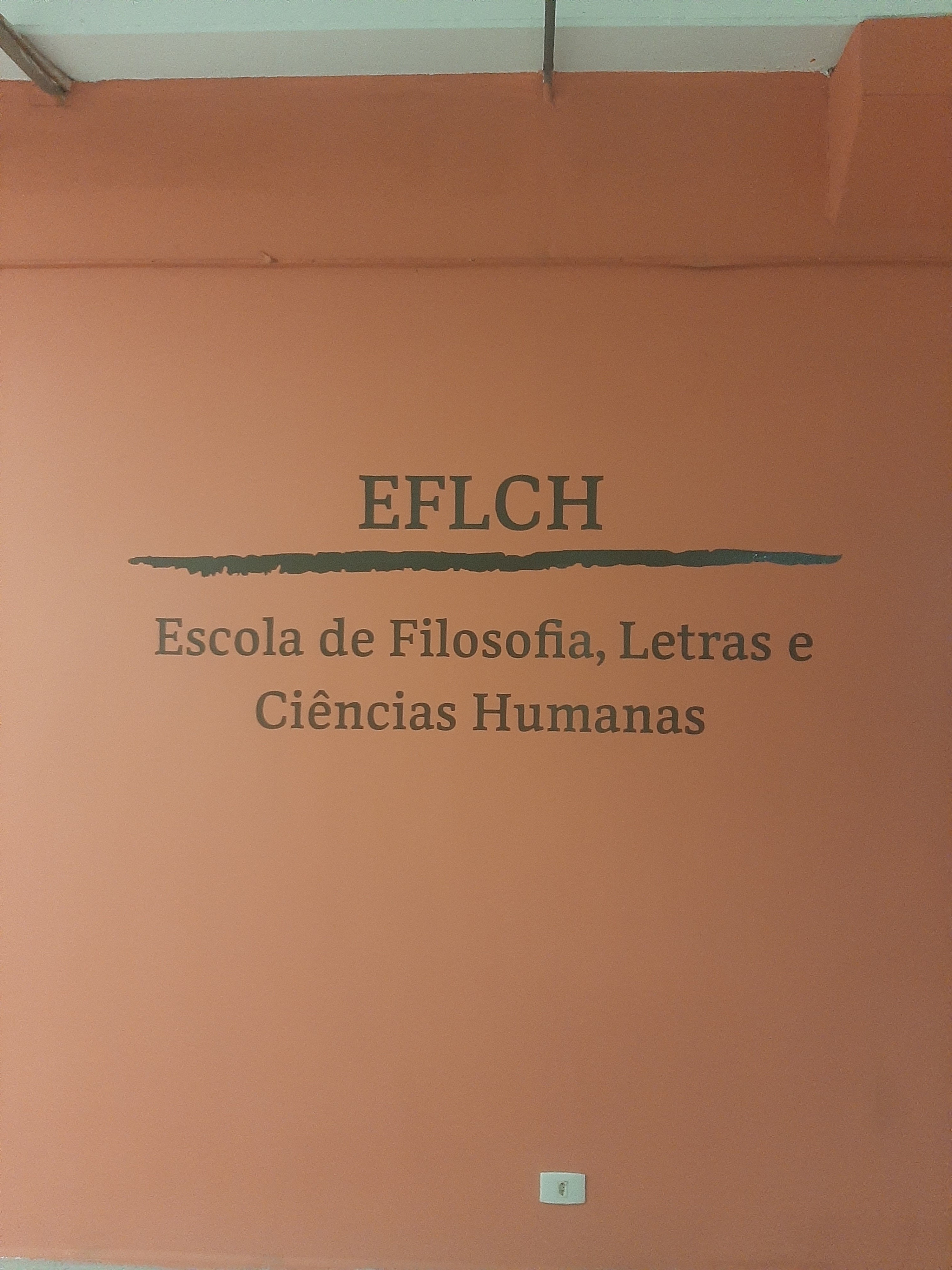
Parede na EFLCH - Escola de Filosofia, Letras e Ciências Humanas. Unifesp Campus Guarulhos

A implementação do campus Guarulhos da UNIFESP está relacionada com a primeira fase do programa de Expansão das universidades federais, iniciado em 2003, que levou com que a primeira universidade pública chegasse à cidade de Guarulhos. Em abril de 2006 foi firmado um acordo com a prefeitura para que a universidade, através da SPDM, gerenciasse o Hospital Municipal Pimentas-Bonsucesso. A partir desse convênio, a prefeitura concedeu um terreno de dezenove mil m², localizado na Estrada do Caminho Velho, 333, no distrito de Pimentas. Em 2007 o campus foi oficialmente inaugurado, tendo como instalações somente o prédio do arco (onde ficavam a parte administrativa, os gabinetes docentes, a biblioteca e as salas de aula) e o teatro Adamastor Pimentas. Nesse primeiro desenho da expansão, o campus Guarulhos contava com quatro cursos: Ciências Sociais, Filosofia, História e Pedagogia. 

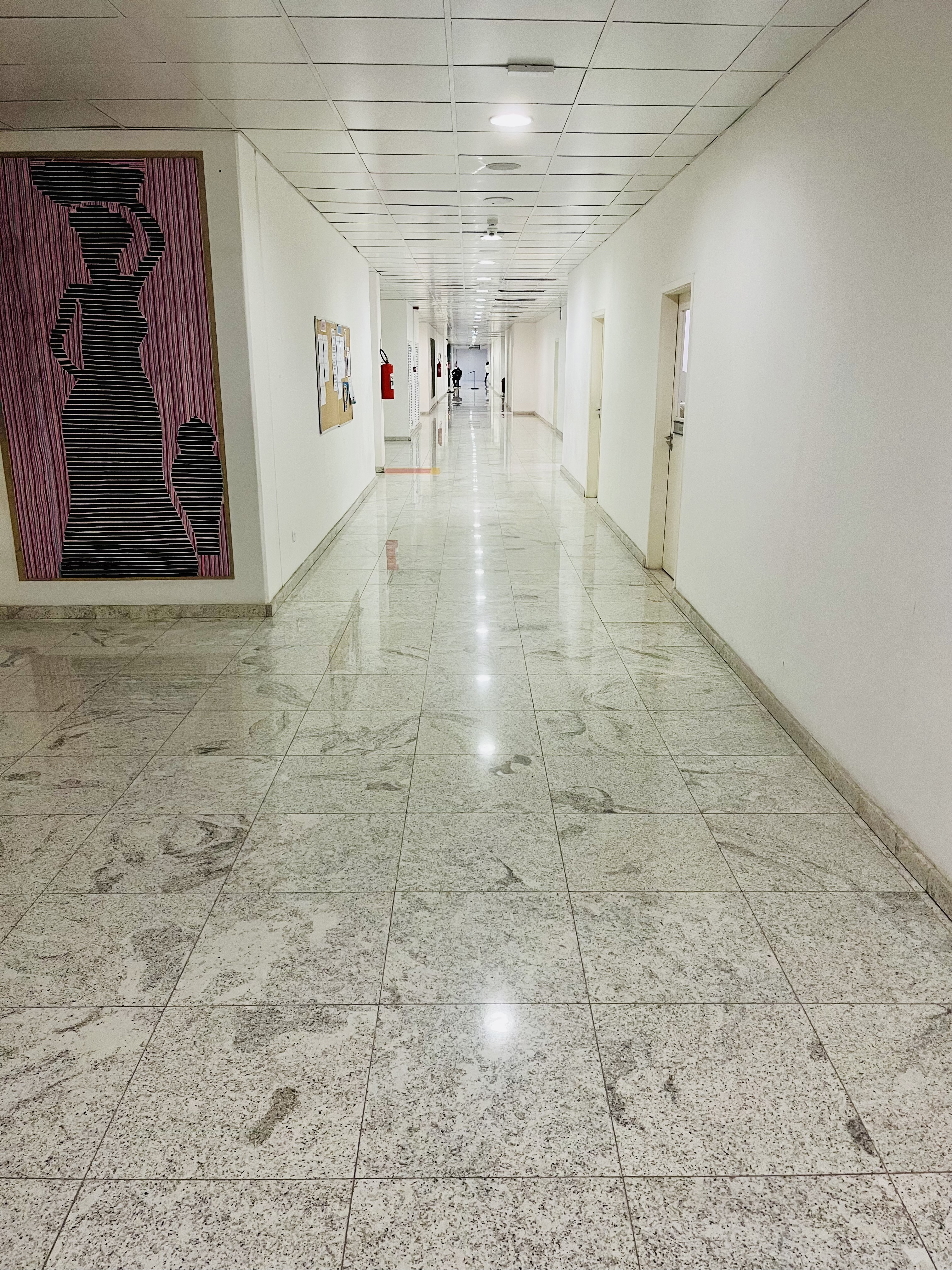
Interior do prédio central do Campus Guarulhos

A entrada da Unifesp no Programa de Expansão das Universidades Federais (REUNI), criado em 2007, permitiu a ampliação do número de cursos e de alunos, criando-se os cursos de História da Arte e Letras, bem como os programas de pós-graduação em Ciências Sociais, Filosofia, História, Educação e Saúde na Infância e Adolescência no campus. No projeto enviado ao Reuni, também estava prevista a construção do prédio que hoje abriga a biblioteca e o conjunto didático. Em parte resultado da demora em implementar as novas instalações do campus e por conta de discussões sobre a saída do campus em Guarulhos, estudantes realizaram uma greve e ocuparam a diretoria acadêmica em 2012, exigindo melhores condições para as instalações físicas, de permanência estudantil e a permanência nos Pimentas. A construção do prédio didático e da biblioteca começou somente em 2012 e, após seguidos atrasos, foi entregue em 2016. Durante o período de 2013 e 2016, por conta das obras, a universidade alugou um prédio do Colégio Torricelli e a EFLCH foi transferida provisoriamente para o bairro Macedo, região central de Guarulhos.

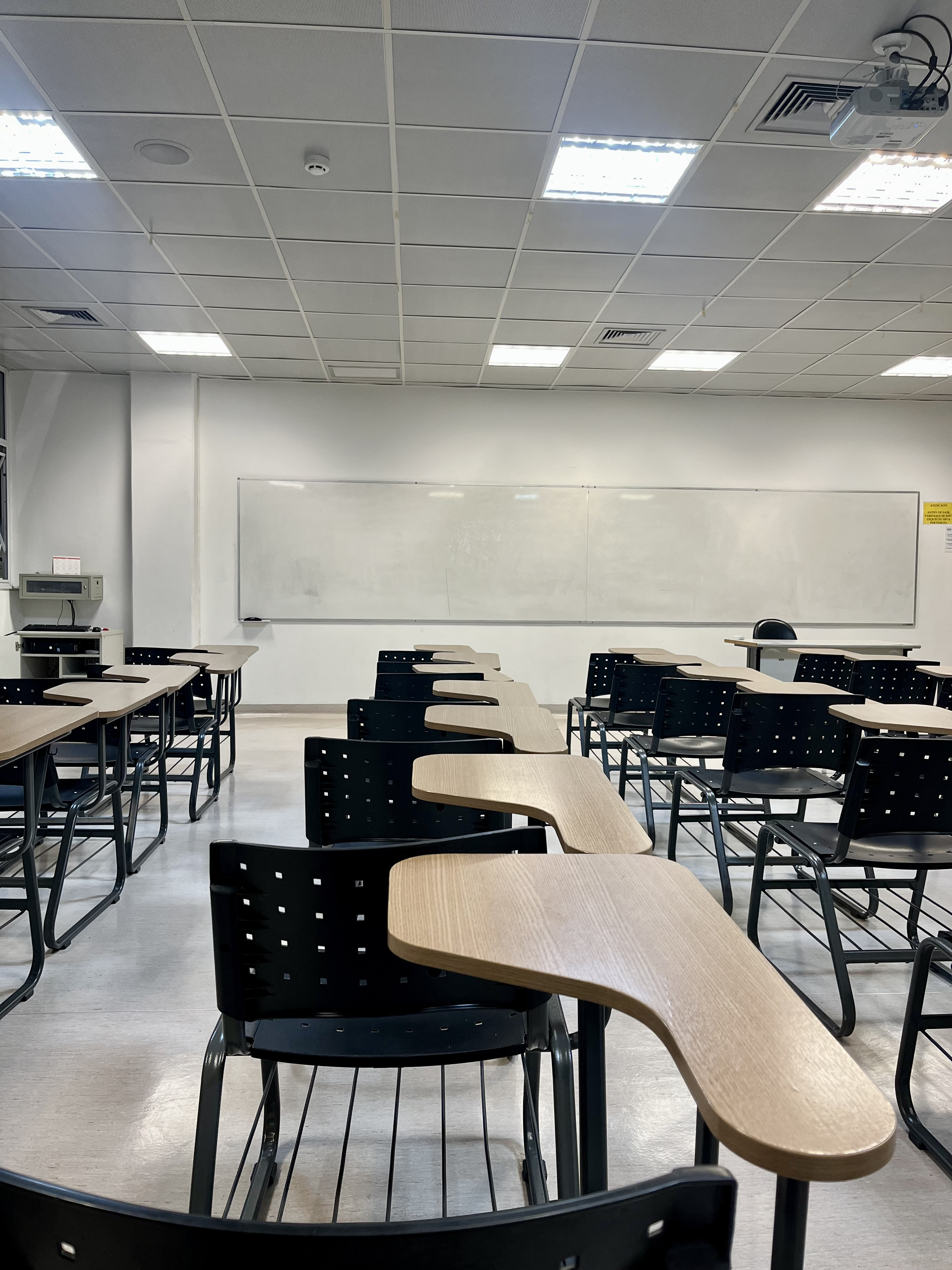
Sala de aula do campus

Após a inauguração do prédio didático e da biblioteca, o prédio do Arco foi reformado para abrigar os gabinetes docentes, coordenações e chefias, parte do setor administrativo e salas de grupos de pesquisa. O novo prédio do arco foi inaugurado oficialmente em 2018.

## Cursos oferecidos
A Escola de Filosofia, Letras e Ciências Humanas oferece os seguintes cursos de graduação e pós-graduação:

#### Graduação

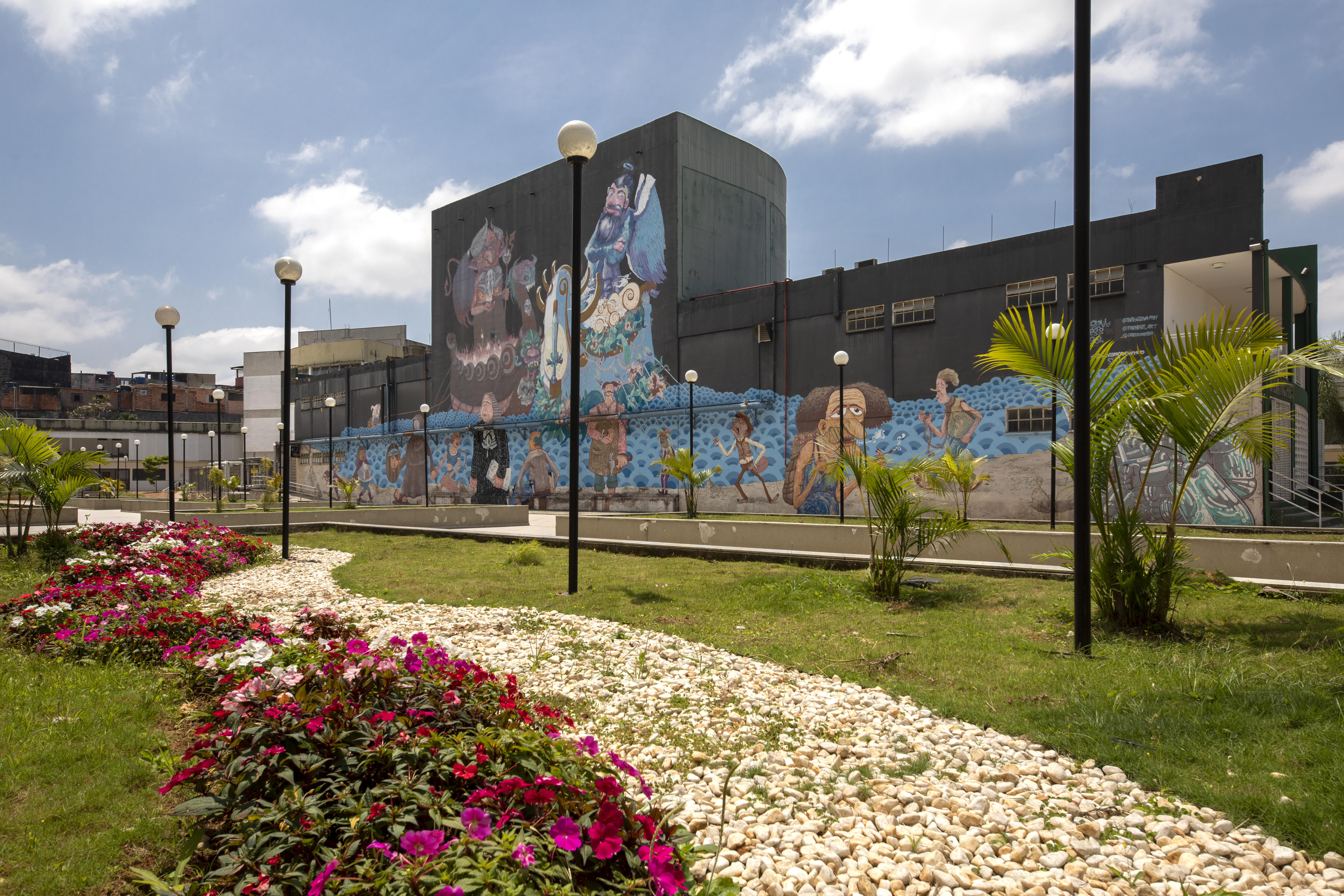
Vista externa do prédio, com artes no muro

- Bacharelado e Licenciatura em Filosofia - 120 vagas, vespertino e noturno, 4 anos de graduação;
- Vista externa do prédio, com artes no muroBacharelado e Licenciatura em Ciências Sociais - 120 vagas, vespertino e noturno, 4 anos de graduação;
- Bacharelado e Licenciatura em História - 120 vagas, vespertino e noturno, 4 anos de graduação;
- Licenciatura em Pedagogia - 120 vagas, vespertino e noturno, 4 anos de graduação;
- Bacharelado em História da Arte - 45 vagas, noturno, 4 anos de graduação;
- Bacharelado e Licenciatura em Letras (Habilitações em Português, Português/Espanhol, Português/Inglês, Português/Francês) - 180 vagas, vespertino e noturno, 4 anos de graduação.

#### Pós-Graduação
- Pós-Graduação em Ciências Sociais - mestrado;
- Pós-Graduação em Educação - mestrado;
- Pós-Graduação em Educação e Saúde na Infância e Adolescência - mestrado e doutorado;
- Pós-Graduação em Ensino de História - mestrado profissional;
- Pós-Graduação em Filosofia - mestrado e doutorado;
- Pós-Graduação em História - mestrado;
- Pós-Graduação em História da Arte - mestrado;
- Pós-Graduação em Letras - mestrado.

Além das atividades de ensino, as frentes de atuação do campus envolvem a extensão e atividades junto à comunidade, bem como o eixo indissociável a ambas e fundamento da universidade que é a pesquisa.